# Markus Peintner
Markus Peintner (Ausztria, Lustenau, 1980. december 17. –) osztrák válogatott jégkorongozó.

## Karrier
Peintner már 17 évesen bemutatkozott az EHC Lustenau csapatában, 2 év után 19 évesen egy szezonra a VEU Feldkirch-hez igazolt. Ezután következett az EHC Black Wings Linz, ahol 4 évet játszott és első osztrák bajnoki címét szerezte, majd a Vienna Capitals következett, akikkel ismét megnyerte a bajnokságot. Csak 1 évet játszott Bécsben, 2005-ben a EC VSV csapathoz igazolt, ahol ismét huzamosabb időt töltött és harmadik bajnoki címét ünnepelhette velük. Graz 99ers következett, ahova 2009-ben igazolt. Peintner 479 Bundesliga meccsen 345 pontot szerzett és 568 perc büntetést szedett össze, illetve három különböző csapattal is bajnoki címet nyert. A 2011–12-es szezontól ismét a EC VSV játékosa és innen vonult vissza 2014-ben.
A 2004 és 2011 között mindegyik világbajnokságon kerettag volt. Ezen kívül részt vett 5 utánpótlás világbajnokságon is.

## Sikerei
- 2003 Osztrák bajnok a EHC Black Wings Linz csapattal
- 2005 Osztrák bajnok a Vienna Capitals csapattal
- 2006 Osztrák bajnok a EC VSV csapattal

## Fordítás
- Ez a szócikk részben vagy egészben  a   Markus Peintner című német Wikipédia-szócikk fordításán alapul.  Az eredeti cikk szerkesztőit annak laptörténete sorolja fel. Ez a jelzés csupán a megfogalmazás eredetét és a szerzői jogokat jelzi, nem szolgál a cikkben szereplő információk forrásmegjelöléseként.